# Гребний слалом на літніх Олімпійських іграх 2016 — каное-одиночки (чоловіки)
Змагання з гребного слалому на каное-одиночках серед чоловіків на літніх Олімпійських іграх 2016, що відбулися 7 та 9 серпня на Олімпійському слаломному стадіоні. У змаганнях взяли участь 19 спортсменів із 19 країн. Чинним олімпійським чемпіоном на момент старту змагань у цій дисципліні був французький весляр Тоні Естанге.

## Призери
| Золото                 | Срібло            | Бронза             |
| Деніс Гарго Шаню (FRA) | Матей Бенюш (SVK) | Такуя Ханеда (JPN) |

## Розклад змагань
Час місцевий (UTC−3)
| Дата     | Час         | Раунд          |
| -------- | ----------- | -------------- |
| 7 серпня | 12:30–16:15 | Кваліфікація   |
| 9 серпня | 13:30–16:10 | Півфінал Фінал |

## Змагання
Кваліфікаційний раунд проходить у 2 спроби, проте в залік йде результат лише кращої з них. Сума балів у кожній спробі складається з часу, витраченого на проходження траси, і суми штрафних очок, які спортсмен отримує за неправильне проходження воріт. Одне штрафне очко дорівнює одній секунді. У півфінал проходять 12 веслярів.
| Місце | Ім'я                    | Попередні запливи | Попередні запливи | Попередні запливи | Попередні запливи | Попередні запливи | Попередні запливи | Півфінал   | Півфінал   | Півфінал   | Фінал      | Фінал      | Фінал      |
| Місце | Ім'я                    | 1-ша спроба       | Штр.              | 2-га спроба       | Штр.              | Краща             | Місце             | Час        | Штр.       | Місце      | Час        | Штр.       | Місце      |
| ----- | ----------------------- | ----------------- | ----------------- | ----------------- | ----------------- | ----------------- | ----------------- | ---------- | ---------- | ---------- | ---------- | ---------- | ---------- |
| 1     | Деніс Гарго Шаню (FRA)  | 102.03            | 4                 | 93.48             | 2                 | 93.48             | 2                 | 98.06      | 0          | 3          | 94.17      | 0          | 1          |
| 2     | Матей Бенюш (SVK)       | 95.05             | 0                 | 96.78             | 6                 | 95.05             | 6                 | 100.68     | 0          | 8          | 95.02      | 0          | 2          |
| 3     | Такуя Ханеда (JPN)      | 98.69             | 2                 | 94.58             | 0                 | 94.58             | 5                 | 98.84      | 0          | 6          | 97.44      | 0          | 3          |
| 4     | Вітезслав Гебас (CZE)   | 109.92            | 4                 | 102.78            | 0                 | 102.78            | 14                | 98.77      | 0          | 5          | 97.57      | 0          | 4          |
| 5     | Сідеріс Тасіадіс (GER)  | 100.47            | 2                 | 92.23             | 0                 | 92.23             | 1                 | 95.63      | 0          | 1          | 97.90      | 2          | 5          |
| 6     | Беньямін Савшек (SLO)   | 99.69             | 4                 | 94.36             | 0                 | 94.36             | 4                 | 98.70      | 0          | 4          | 99.36      | 4          | 6          |
| 7     | Кейсі Айкфелд (USA)     | 100.02            | 2                 | 101.23            | 0                 | 100.02            | 12                | 101.23     | 2          | 10         | 99.69      | 4          | 7          |
| 8     | Андер Елосегі (ESP)     | 97.33             | 2                 | 102.39            | 2                 | 97.33             | 8                 | 97.93      | 0          | 2          | 101.27     | 4          | 8          |
| 9     | Жозе Карвалью (POR)     | 111.01            | 4                 | 99.18             | 4                 | 99.18             | 11                | 101.04     | 0          | 9          | 105.74     | 4          | 9          |
| 10    | Дейвід Флоуренс (GBR)   | 94.11             | 0                 | DNS               | -                 | 94.11             | 3                 | 99.36      | 0          | 7          | 109.00     | 4          | 10         |
|       |                         |                   |                   |                   |                   |                   |                   |            |            |            |            |            |            |
| 11    | Ієн Борровс (AUS)       | 97.40             | 0                 | 151.77            | 52                | 97.40             | 9                 | 101.32     | 0          | 11         | не пройшов | не пройшов | не пройшов |
| 12    | Гжегож Хедвіг (POL)     | 96.67             | 0                 | 97.72             | 2                 | 96.67             | 7                 | 102.70     | 4          | 12         | не пройшов | не пройшов | не пройшов |
| 13    | Олександр Ліпатов (RUS) | 101.78            | 0                 | 98.72             | 4                 | 98.72             | 10                | 104.69     | 0          | 13         | не пройшов | не пройшов | не пройшов |
| 14    | Шу Цзяньмін (CHN)       | 110.19            | 4                 | 100.68            | 2                 | 100.68            | 13                | 108.73     | 0          | 14         | не пройшов | не пройшов | не пройшов |
|       |                         |                   |                   |                   |                   |                   |                   |            |            |            |            |            |            |
| 15    | Кемерон Смедлі (CAN)    | 104.93            | 4                 | 104.83            | 4                 | 104.83            | 15                | не пройшов | не пройшов | не пройшов | не пройшов | не пройшов | не пройшов |
| 16    | Феліпе да Сілва (BRA)   | 122.30            | 14                | 105.14            | 0                 | 105.14            | 16                | не пройшов | не пройшов | не пройшов | не пройшов | не пройшов | не пройшов |
| 17    | Себастьян Россі (ARG)   | 108.81            | 8                 | 155.70            | 52                | 108.81            | 17                | не пройшов | не пройшов | не пройшов | не пройшов | не пройшов | не пройшов |
| 18    | Жан-Пєр Борис (SEN)     | 110.94            | 2                 | 109.27            | 2                 | 109.27            | 18                | не пройшов | не пройшов | не пройшов | не пройшов | не пройшов | не пройшов |
| 19    | Річард Мерджан (LIB)    | 120.20            | 6                 | 121.67            | 12                | 120.20            | 19                | не пройшов | не пройшов | не пройшов | не пройшов | не пройшов | не пройшов |